# Hydrocera triflora
Hydrocera triflora är en balsaminväxtart som först beskrevs av Carl von Linné, och fick sitt nu gällande namn av Wight. och Arn. Hydrocera triflora ingår i släktet Hydrocera och familjen balsaminväxter. Inga underarter finns listade i Catalogue of Life.

## Bildgalleri

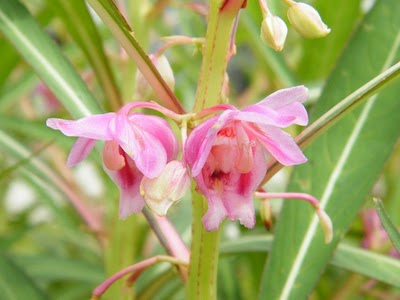